# Międzylesie (Konin)
Międzylesie – dzielnica Konina, położona w północno-zachodniej części miasta. W jej skład wchodzi głównie osiedle Międzylesie oraz okoliczne tereny. Znajduje się przy drodze wojewódzkiej nr 264. Międzylesie jest osiedlem domów jednorodzinnych, zbudowanych w latach 70. XX wieku.
Wieś królewska starostwa konińskiego, pod koniec XVI wieku leżał w powiecie konińskim województwa kaliskiego.